# Slavupproret i Khiva
Slavupproret i Khiva ägde rum i khanatet Khiva under dess erövring av Ryssland 1873. Det har kallats världens största slavuppror. Den resulterade i att ryssarna, som intog Khiva mitt under upproret, att tvinga Khiva att avskaffa slaveriet som villkor i Khivas kapitulation. 
När en rysk armé under ledning av generalen Konstantin Petrovitj von Kaufmann närmade sig Khiva under Khiva-kampanjen 1873, flydde khanen Muhammad Rahim Khan II av Khiva från staden, och ryktena om den förestående ryska erövringen fick slavarna i Khiva att resa sig i allmänt uppror.
När ryska armén intog staden 28 mars 1873, möttes han av stadsbor som vädjade till honom att stoppa upproret, under vilket slavarna hämnades på sina förra ägare.
När khanen återvända efter den ryska erövringen, tvingades han av general Kaufmann att underteckna ett förbud av både slaveriet och  Slavhandeln i Khiva.